# André Nollet
André Nollet (Wervik, 16 januari 1946) is een Vlaams cartoonist. Hij was docent aan de Karel de Grote-Hogeschool te Antwerpen. In februari 2011 ging hij daar met pensioen.
Nollet tekende onder meer sportcartoons voor Het Nieuwsblad,(van 1980 tot 1999) en strips voor de Stipkrant, RAAK, Belgian Business & Industrie en 't Pallieterke als opvolger van zijn overleden vriend Pol De Valck alias "Brasser" (1937-2001).
Vanaf 1999 tekende hij dagelijks een actualiteitscartoon in Het Laatste Nieuws regio Gent. Gentse actualiteit met een leuke knipoog. Ongeveer een 4.000-tal cartoons verschenen in de rubriek "Wablieftereuhoastemblief". In 2018 werd een selectie getoond in het CJK te Mariakerke (Gent).
Hij specialiseerde zich in het aanmaken van "veiligheidscartoons" en produceerde voor onder andere UNILIN/Quick-Step, VOLVO Cars en VOLVO Trucks, OilTanking, NMBS, en via Samurai@work ook voor ASML, Fluxys, Audi, Infrax, BASF, ICL ...
Tevens maakte hij reclametekeningen, zoals die van Oscar Palmkes voor het biermerk Palm.
Hij werd op 11 juli 2009 gehuldigd als ereburger van zijn geboortestad Wervik.